# راديو وتلفزيون كوسوفو
راديو وتلفزيون كوسوفو (RTK؛ (بالألبانية: Radio Televizioni i Kosovës)، (بالسيريلية الصربية: Радио Телевизија Косова)) هي خدمة البث العامة في كوسوفو. تتكون شبكة راديو وتلفزيون كوسوفو من محطتين إذاعيتين تبُثتان برامج متنوعة إخبارية وترفيهية، وأربع قنوات تلفزيونية تبث على مدار الساعة على الشبكات الأرضية والقمر الصناعي.